# لایی

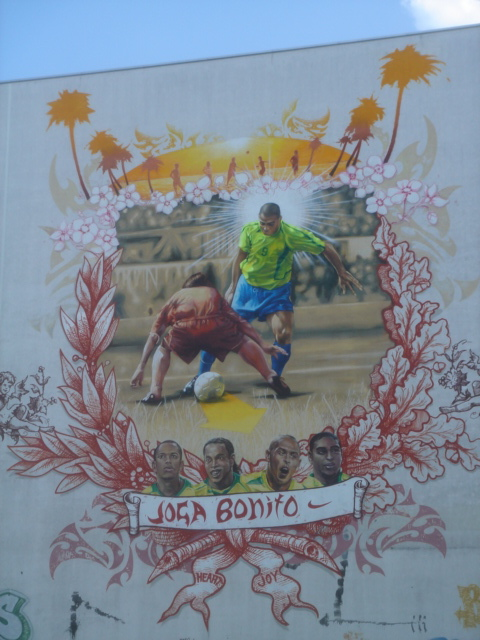
نقاشی دیواری از رونالدو در حال لایی زدن به بازیکن حریف. این اثر در برلین پیش از جام جهانی فوتبال ۲۰۰۶ در آلمان توسط نایکی سفارش داده شد.

لایی (انگلیسی: Nutmeg) یک تکنیکِ بازی است که عمدتاً در فوتبال استفاده می‌شود اما در رشته‌هایی چون هاکی روی چمن، هاکی روی یخ و بسکتبال نیز کاربرد دارد. هدف از این حرکت شوت زدن، غلتاندن، دریبل کردن، انداختن، یا هل دادن توپ از میان پاهای حریف است. اگر توپ در راه عبور از میان پاهای حریف آن را لمس کند، لایی محسوب نمی‌شود. در حال حاضر بهترین لایی زن جهان نیمار جونیور است .